# Luís Barbosa (músico)
Luís dos Santos Barbosa, ou simplesmente Luís Barbosa (Macaé, 7 de julho de 1910 — Rio de Janeiro, 8 de outubro de 1938), foi um músico brasileiro.
Destacou-se no meio radiofônico musical dos anos 1930 por sua bossa e depois por ser o primeiro a usar o chapéu como pandeiro. Foi também grande cultivador de sambas cheios de breques que davam mais visibilidade a sua bossa. Sua carreira foi iniciada em 1931, quando gravou seu primeiro disco, pela Odeon. Chegou a gravar No Tabuleiro da Baiana, de Ary Barroso, ao lado de Carmem Miranda.
Luis Barbosa tocava seu chapéu de palha como um pandeiro, obtendo uma sonoridade abafada. Outro instrumento associado a Luís Barbosa é o "lápis nos dentes", que consistia em segurar um lápis de tal maneira que permitia a percussão repetida do lápis nos dentes frontais superiores; por meio do controle da abertura da mandíbula e do posicionamento da língua é possível alterar a ressonância da boca e obter sons mais agudos ou graves, além dos padrões rítmicos gerados. Esta técnica foi utilizada por Luiz Barbosa no famoso samba "Gago Apaixonado" de Noel Rosa, em gravação com o próprio compositor cantando, em 1930. O filme de Walt Disney de 1944, "Los Trés Caballeros" ("Você Já Foi à Bahia" no Brasil) também inclui um personagem tocando o lápis nos dentes, na música "Os Quindins de Ia-Iá", de Ary Barroso.
Faleceu em 8 de outubro de 1938, aos 28 anos, de tuberculose. Muitos cantores que vieram depois tomaram Luís Barbosa como pilar, e ele hoje é considerado um dos maiores cantores daquela época. Segundo o pesquisador Sylvio Tullio Cardoso: "Possuidor de extraordinário "sense of humor", cantava num estilo leve, ágil e fortemente sugestivo. Não houve realmente até hoje um sambista que o substituísse."